# Jah Victory
A Jah Victory Alpha Blondy 2007-es reggae-albuma.

## Számok
1. I Wish You Were Here
2. Sankara
3. Ranita
4. Ne tirez pas sur l’ambulance
5. Demain t’appartient
6. Bahia
7. Mister Grande Gueule
8. Africa Yako
9. Cameroun
10. Jah Light
11. Le Bal des combattus
12. Tampiri
13. Les Salauds
14. Sales Racistes
15. Ikafo
16. Jesus
17. Gban-Gban
18. La Planete
19. La Route de la paix